# Baza
Baza — российское интернет-издание, основанное в 2019 году. Baza первой опубликовала материалы о стрельбе на Лубянке, случившейся в декабре 2019 года, и впоследствии признанные фейковыми фотографии, сделанные полицейскими по делу Ивана Голунова.

## История
14 февраля 2019 года был запущен веб-сайт Baza.io и приложения для смартфонов. Основателями являются выходцы из Mash и Life Никита Могутин, Анатолий Сулейманов, Рауль Смыр и Александр Потапов с равными долями в проекте. Спецификой работы издания является то, что пользователь может самостоятельно прислать эксклюзивные материалы, фото или видео в редакцию за вознаграждение, которое может достигать 30 тысяч рублей. Детали сделок с пользователями обсуждают модераторы.
Издание публикует свои статьи или новостные заметки во ВКонтакте, Одноклассниках, Facebook, Twitter и прочих. Основные площадки — Telegram и YouTube, через которые основная аудитория издания и получает информацию и взаимодействует с ними. На январь 2021 года по версии Telegram Baza занимает 13-е место по количеству читающих и количеству цитирований в качестве СМИ, обгоняя Лентач, Оперштаб Москвы по вопросам ситуации с коронавирусной инфекцией, RT и РИА Новости.
4 марта 2022 года, опасаясь блокировки и уголовного дела по статье о «фейках», заявило, что вынуждено «стать осторожнее и спокойнее» в условиях российского вторжения на Украину.
6 мая 2022 года Никита Могутин объявил об уходе из Базы. Вместо него главным редактором стал руководитель новостной службы Глеб Трифонов.
В июле 2025 года в офисе редакции Baza произошли обыски. Были задержаны главный редактор издания Глеб Трифонов и продюсер Татьяна Лукьянова по подозрению в покупке у полицейских инсайдерской информации (путём дачи взяток). Ни Трифонов, ни Лукьянова свою вину в данном преступлении не признают.

## Расследования
Среди тем, освещённых изданием, имеются: стрельба возле здания ФСБ в Москве, дело Ивана Голунова, массовое убийство в Керчи, пожар в «Зимней вишне», массовое убийство в Горном, деятельность Цапковской ОПГ, отравление Алексея Навального и прочие.
Baza было первым изданием, выпустившим подробное расследование с предположением о том, что причиной взрыва в доме в Магнитогорске 31 декабря 2018 года стал террористический акт, а не газ. Издание также выпустило резонансное расследование о том, что главаря банды Цапков в Кущевке крышевал замгенпрокурора РФ.
В январе 2022 года издание Baza рассказало, что фотомодель Света Уголёк была жертвой детской проституции в Комсомольске-на-Амуре и продолжает пытаться привлечь виновных к ответственности.

## Награды
Издание получило две ежемесячных журналистских премии «Редколлегия»:
- в сентябре 2020 года за расследование Анатолия Сулейманова об убийстве главы ДНР Александра Захарченко[12][13],
- в мае 2021 года за материал Кирилла Рукова «Дети ОПГ»[14][15].